# Rókusújfalu
Rókusújfalu (horvátul: Novo Selo Rok) falu Horvátországban, Muraköz megyében. Közigazgatásilag Csáktornyához tartozik.

## Fekvése
Csáktornya központjától 5 km-re északkeletre fekszik.

## Története
A mai település az egykori Jánosfaluból (Janko Selo) és a Festetics grófok Törökudvarból igazgatott három majorjából Szentrókusból (Sv. Rok), Kisrókusból (Mali Rok) és Újrókusból (Novi Rok) alakult ki. A három major a Szentrókus területén álló Szent Rókus-kápolnáról kapta a nevét.
A kápolna története az 1681-es nagy pestisjárvánnyal kezdődött, amikor a környező falvak lakossága Szent Rókus közbenjárásáért imádkozott. A járvány elmúltával hálájuk jeléül 1686-ban a közeli domb tetejére a szent tiszteletére szentelt kápolnát építettek. Ide minden év augusztus 16-án Szent Rókus ünnepén elzarándokolt a Muraköz népe. A kápolna időközben kicsi lett a hívek egyre növekvő számához, ezért Ivan Dolar drávaszentmihályi plébános a bővítését határozta el. 1750 és 1760 között a kápolnát jelentősen bővítették. Ekkor építették a mai templomhajót. A harangtorony 1768-ban készült el. 1779-ben megépült a sekrestye és a hitoktatás céljára szolgáló terem.
A falu az 1857-es népszámláláskor 168 lakossal még Jánosfalu néven szerepelt. 1910-ben 498, túlnyomórészt horvát lakosa volt. A trianoni békeszerződésig Zala vármegye Csáktornyai járásához tartozott, majd a délszláv állam része lett. 1941 és 1945 között újra Magyarországhoz tartozott. 1921 és 1941 között Novo Selo, 1953 és 1971 között Novo Selo-Rok volt a hivatalos neve. 2001-ben 1476 lakosa volt.

## Nevezetességei
Szent Rókus tiszteletére szentelt római katolikus temploma 1686-ban kápolnának épült. 1750 és 1760 között bővítették, tornyát 1779-ben építették. Főoltárát Szent Rókus, mellékoltárait Szent Flórián és Szent Sebestyén tiszteletére szentelték. A barokk templomot 1968-ban és 1986-ban megújították.